# Zoran Lilić
Zoran Lilić, cyr. Зоран Лилић (ur. 27 sierpnia 1953 w Brzej Palance) – serbski polityk i inżynier, przewodniczący Zgromadzenia Narodowego Republiki Serbii (1993), w latach 1993–1997 prezydent Federalnej Republiki Jugosławii.

## Życiorys
Urodził się w wielodzietnej rodzinie jako syn rzemieślnika i gospodyni domowej. Ukończył szkołę średnią w Kladovie, a następnie studia na wydziale technologiczno-metalurgicznym Uniwersytetu w Belgradzie, podczas których pracował w różnych zawodach. Później przez kilkanaście lat zatrudniony w fabryce opon „Rekord”, doszedł do stanowiska dyrektora generalnego tego przedsiębiorstwa. Należał do Związku Komunistów Jugosławii, a w 1990 został członkiem postkomunistycznej Socjalistycznej Partii Serbii. Zasiadł w serbskim parlamencie, w 1993 pełnił funkcję jego przewodniczącego. W czerwcu 1993 objął urząd prezydenta Federalnej Republiki Jugosławii, który sprawował do czerwca 1997.
W 1997 jako przedstawiciel socjalistów ubiegał się o prezydenturę Serbii. We wrześniu otrzymał 37,7% głosów, zajmując pierwsze miejsce w pierwszej turze. W październiku w drugiej turze głosowania dostał 47,9% głosów; pokonał go wówczas Vojislav Šešelj, jednak wybory wobec zbyt niskiej frekwencji okazały się nieważne. W 1998 został wicepremierem rządu federalnego kierowanego przez Momira Bulatovicia, a w 1999 objął stanowisko doradcy prezydenta Jugosławii. Był też prezesem krajowego federacji szachowej i przewodniczącym rady dyrektorów Jugoimportu, państwowego przedsiębiorstwa zajmującego się handlem w przemyśle zbrojeniowym.
W 2000 opuścił Socjalistyczną Partię Serbii i stanął na czele Serbskiej Partii Socjaldemokratycznej, która nie uzyskała w tym samym roku parlamentarnej reprezentacji. Później nie prowadził aktywnej działalności politycznej. W 2008 został przewodniczącym rady dyrektorów w Putevi Srbije, państwowym przedsiębiorstwie zajmującym się utrzymaniem i budową infrastruktury drogowej.